# Castell de Miravet (Cabanes)
|  | Aquest article tracta sobre el castell situat en el terme municipal de Cabanes (Plana Alta). Vegeu-ne altres significats a «Castell de Miravet». |

El castell de Miravet, situat en el terme municipal de Cabanes (Plana Alta, València) sobre un turó, a la part nord del Parc Natural del Desert de les Palmes, a prop de la carretera CV-148 de Cabanes a Orpesa, és una construcció islàmica amb reformes dels conqueridors cristians.

## Història
Apareix nomenat en l'època del Cid, qui el va conquistar als musulmans en l'any 1090 en el transcurs de la seva activitat mercenària a l'orient andalusí. Una vegada ocupada Balansiya pel Cid en 1094, Pere I d'Aragó, aliat seu, ocupa els castells de Miravet i Sufera per obtenir rendes de la població musulmana, situació que es mantindrà fins a la retirada dels castellans de Balansiya.
El 27 d'abril de 1225, estant el rei Jaume I a Tortosa preparant l'atac a Peníscola i havent convocat corts, atorga al bisbe de Tortosa Ponç de Torrella el document de donació dels castells de Miravet i Sufera, encara en mans musulmanes.
Una vegada Miravet i Sufera en mans del prelat tortosí Ponç de Torrella al voltant de 1233 o 1234, aquest inicia la repoblació de cristians tot el districte, el qual estava constituït, a més dels ja citats castells, pel castell d'Albalat, la vila de Cabanes i els llocs de Benlloc i Torreblanca.Cabanes es va poblar en 1243, Benlloc en 1250, i Albalat i Torreblanca en dates fins ara desconegudes, però abans de 1350.
Al març de 1245 Berenguer de Trago i Guillem Berdén, àrbitres nomenats pel bisbe Ponç i el mestre l'Orde del Temple, delimitaven els termes dels castells de Xivert, Miravet i Orpesa; en 1262 es dirimeixen les qüestions que tenien el mestre del Temple i el bisbe i capítol de Tortosa sobre la propietat dels termes del castell de Miravet i Sufera i; en 1285 i 1333 es pronuncien sengles sentències arbitrals sobre la fixació de límits entre els castells de Miravet i Montornés, demanades i acceptades pels seus respectius senyors.
En entrar al segle xvi era notòria la puixança de la vila de Cabanes en contrast amb aquestes poblacions limítrofes, pel motiu de les quals Albalat i Miravet, amb els seus respectius termes, es van unir a Cabanes en un acte solemne, davant el notari Pedro Soler, celebrat en la Casa de la Sal, partida d'Albalat, el dia 5 de juliol de 1575.

## Descripció
El castell, pertany als denominats castells muntaners, situats en terreny muntanyenc amb accessos entre 30º i 60º.
La seua planta és irregular dispersa distribuïda sobre un eix longitudinal lateral. Va posseir una fossa artificial que ho defensava en la seua part més assequible. El castell manté els seus murs laterals, les seues defenses prèvies, restes de torres i algunes dependències internes i merlets.
Va tenir doble recinte inferior on es troben restes arquitectòniques, vestigis d'habitatges del seu antic poblat i l'arruïnada església de Sant Martí i Sant Bartomeu.
Es conserven diversos arcs apuntats i de mig punt.